# Municipio de Cedar (condado de Scott)
El municipio de Cedar (en inglés: Cedar Township) es un municipio ubicado en el condado de Scott en el estado estadounidense de Arkansas. En el año 2010 tenía una población de 93 habitantes y una densidad poblacional de 0,66 personas por km².

## Geografía
El municipio de Cedar se encuentra ubicado en las coordenadas 34°46′45″N 93°50′37″O / 34.77917, -93.84361. Según la Oficina del Censo de los Estados Unidos, el municipio tiene una superficie total de 140.2 km², de la cual 139,52 km² corresponden a tierra firme y (0,49 %) 0,69 km² es agua.

## Demografía
Según el censo de 2010, había 93 personas residiendo en el municipio de Cedar. La densidad de población era de 0,66 hab./km². De los 93 habitantes, el municipio de Cedar estaba compuesto por el 88,17 % blancos, el 3,23 % eran afroamericanos, el 2,15 % eran amerindios, el 2,15 % eran asiáticos, el 1,08 % eran de otras razas y el 3,23 % eran de una mezcla de razas. Del total de la población el 1,08 % eran hispanos o latinos de cualquier raza.